# Danskhed
 Der er for få eller ingen kildehenvisninger i denne artikel, hvilket er et problem. Du kan hjælpe ved at angive troværdige kilder til de påstande, som fremføres i artiklen.

Danskhed – hvad det vil sige at være eller opfatte sig som dansk – har især siden 1990'erne været et meget omdiskuteret begreb i dansk kulturpolitik og i medierne generelt. 'Danskhed' handler om identitet og om, hvad der er dansk kultur og danske kerneværdier – men om det betyder, at man skal være født i Danmark eller være dansk statsborger for helt at kunne forstå, hvad danskhed er, står til diskussion.
Danskheden er efterhånden blevet et stærkt koncept i mange danskeres bevidsthed, og det diskuteres intensivt i politiske kredse, hvorvidt danskheden trues af, at Danmark i stigende grad er blevet til et flerkulturelt samfund. (I 2010 havde godt 10 procent af befolkningen indvandrerbaggrund ifølge Danmarks Statistik.) Introduktionen af udefra kommende kulturer i Danmark betragtes ud fra et nationalistisk syn som en trussel mod danskheden. Socialdemokratiske politikere taler til gengæld om de vil generobre danskheden.
I forbindelse med sit femårsjubilæum som formand for Socialdemokraterne i april 2010 inviterede Helle Thorning-Schmidt gennem TV-Avisen Dansk Folkepartis formand Pia Kjærsgaard til en debat om danskhed. Denne debat blev ifølge dagbladet Politiken dog aldrig gennemført. 
Forfatter og musiker Henrik Marstal har skrevet en ph.d.-afhandling om den danske sang, som han anser som kulminationen på flere års forskning i danskhed og dansk kulturarv, der “har bragt ham tættere på danskheden – men også tættere på det faktum, at han ikke kan definere substansen i det diffuse begreb.” 
Omdrejningspunkterne i diskussionerne om danskheds-begrebet har blandt andre været:
1. Implicerer danskhed, at man har dansk som modersmål eller at man taler dansk med en dansk dialekt?
2. Handler danskhed alene om have eller have tilegnet sig bestemte kulturelle vaner?
3. Handler danskhed om, hvorvidt man er eller føler sig som en del af det nationale fællesskab?

Svaret afhænger af, hvem man spørger, og emnet debatteres fortsat intensivt i medierne, på blogs og til politiske møder.

## Danskheden i dag
Børn og unge i Danmark bliver almindeligvis påvirket af danske værdier gennem deres skolegang i de danske skoler, især ud fra skolefag som historie og danskfaget, hvor størstedelen af fagene omhandler national litteratur og national historie. Denne uddannelse er med til at øge elevernes tilknytning til Danmark og dansk kultur.
Danmark har i takt med globaliseringen gjort en øget indsats for at beskytte og bevare den danske identitet, den danske kultur, det danske sprog og dansk selvbestemmelse i forbindelse med EU-diskussionerne op gennem 1970'erne, 1980'erne og 1990'erne. EU-modstandere var/er bange for at miste det, som for dem fremstod/fremstår som danske kerneværdier, f.eks. arbejdsmarkedspolitik, det sociale sikkerhedsnet, andelsbevægelsen, foreningsdannelse og befolkningens indflydelse på demokratiet.
Danskhed omtales ofte som en følelse, hvor spørgsmålet om, hvorvidt man føler sig en del af ‘danskheden’, gøres afhængigt af, hvorvidt den enkelte person selv føler sig dansk.

## Danskhedsbegrebets historie
Perioden fra 1700-tallets slutning til og med 1800-tallet var præget af nationalromantikkens ideologier. I denne periode var man i Danmark ligesom i resten af Europa optaget af  disse ideologiers vægtning af ‘folket’. Der blev fokuseret på den enkelte borger i landet, som ikke blot skulle betragtes som ‘en del af folket’, men burde betragtes som et individ med sin egen karakter – i sammenhæng med det land, individet levede i.
En national ‘danskhedsfølelse’ blev styrket, da landet kom i krig med dets omkringliggende lande.
Antallet af borgere, der tilhørte borgerskabet i byerne, voksede. De var også med til at definere danskhed – mest i forbindelse med diverse folketraditioner, som de havde nogle klare meninger om.
Præsten N. F. S. Grundtvig var med sin store interesse for den danske folkevisetradition og sit syn på kirke og folk med til at skabe et nationalt fællesskab. Hans tanke om ‘Et folk og en kirke i forening’, fremstilles stadig i dag som et ideal. Opfattelsen af, at den danske stat, nation, samfund og kirke er samhørige størrelser, er noget, som de fleste danskere tilegner sig allerede gennem folkeskolen.
Svend Grundtvig, søn af N. F. S. Grundtvig, havde stor interesse for danske fortidsfund og for at finde frem til gamle vidnesbyrd om skikke, folkeeventyr, folkedanse og folkedragter. Sådannne ‘opdagelser’ af en dansk bondekultur fik en betydelig rolle for den videre samfundsudvikling i landet og var med til at lægge fundamentet for det, som skulle blive til en del af dansk identitet, ‘danskheden’.
Disse fund, skikke og kulturformer fra bondekulturen blev præsenteret for byens borgere, der lod påvirkningerne integrere med det øvrige kulturliv i byen, på museer og i litteraturen.
Borgerne i byen og den “nye” bondekultur skabte en forskellighed, som trods den hierarkiske forskel, blev accepteret af såvel by- som landbefolkningen. Det særlige danske blev således skabt ud fra en natur-romantisk forestilling om bondelivet på landet. En idealisering af bønder, som nu, da de tidligere blev anset som folk uden kultur, blev en del af borgerskabets nationale idealer.